# 粵海建業
粵海建業有限公司，簡稱粵海建業（英語：Guangdong Building Industries Limited，港交所除牌時0818.HK），在1993年，當時是由粵海投資有限公司成立一家建材公司。主要業務當時從事銷售及生產各種建築材料類型。該前身為「漢普頓企業有限公司」，以及「粵海企業有限公司」。
曾在1993年，於澳洲交易所上市，但由於澳大利亞投資者反應欠佳，已在2001年7月11日除牌，之後在1997年12月22日於香港交易所作為介紹形式主板上市。但由於粵海控股集團有限公司前身的，粵海企業(集團)有限公司受到負債高企影響，再加上粵海企業需要進行轉型一家公用事業公司，故此出售給買家為張玉峰，在2001年7月11日更名為高陽控股有限公司，但已被高陽科技(中國)有限公司取代上市。

## 連結
- Hisun.com.hk （页面存档备份，存于）